# 動画生成AI
動画生成AI（どうがせいせいエーアイ）とは、ユーザーの入力した情報に従って動画を生成することができる人工知能である。
動画の生成は文字列によるプロンプトの他、画像や動画の入力によっても行うことができる。

## 歴史
2022年9月、MetaがMake A Videoを発表。Text-to-Video modelであり、テキストプロンプトによって動画生成を行うことができる。
2022年９月、匿名の開発者がPhenakiを公開。
2022年10月、GoogleがImagen Videoを発表。MetaのMake A Video同様、自然言語の指示によって動画を生成可能。
2023年2月8日、Stable Diffusionを共同開発したベンチャー企業ランウェイ（Runway）が、Gen1を発表。Gen1はテキストプロンプトによる生成の他に、画像や動画の入力による動画生成や、既存の動画を範囲指定してテキストによる編集を行うこともできる。
同年6月、ランウェイ（Runway）はGoogleとクラウドコンピューティング契約を行い、2000万ドル相当のクラウド利用クレジットの無償提供を受ける。
2024年2月、ChatGPTやDALL-Eの開発を行うOpenAIがSoraを発表。完成度の高さが話題となる。
2024年3月、韓国のDeep Brain AIがText-to-Video modelのビデオソリューションを発売し、AI Studiosに搭載した。

## 問題点
現状の生成AIはまだ未成熟な技術であり、誤情報の判別までは行えず、誤った情報を学習してフェイクコンテンツを生成してしまう恐れがある。
また、生成AIの技術自体が成熟していったとしても、人の意思により悪用されるリスクは避けられない可能性は大いにある。